# Сесар Еспіноса
Сесар Еспіноса дель Канто (ісп. César Espinoza del Canto, 31 травня 1908, Вінья-дель-Мар, Чилі — 31 жовтня 1956) — чилійський футболіст, що грав на позиції воротаря, зокрема, за клуб «Сантьяго Вондерерз». Помер на 49-му році життя.

## Клубна кар'єра
Протягом усієї своєї кар'єри гравця захищав кольори єдиного клубу — «Сантьяго Вондерерз». 

## Виступи за збірну
У складі збірної був учасником чемпіонату світу 1930 року в Уругваї, але на поле не виходив. Більше в збірну не залучався.